# Strada statale 1 dir dei Balzi Rossi
La strada statale 1 dir dei Balzi Rossi è una strada statale italiana dalla lunghezza di circa 3,5 chilometri, interamente all'interno del comune ligure di Ventimiglia. La strada costituisce un'alternativa al tratto finale della strada statale 1 Via Aurelia in prossimità del confine francese.

## Storia
La strada dei Balzi Rossi fu aperta al traffico nel 1964 affinché il valico di Ponte San Luigi sulla Via Aurelia potesse essere affiancato da un nuovo e più comodo valico di frontiera, posto più in basso sulla linea di costa.
Essa venne classificata come strada statale nel 1989, assumendo la numerazione 1 dir e i seguenti capisaldi d'itinerario: "Innesto strada statale n. 1 in località Latte di Ventimiglia - Confine di Stato con la Francia a Ponte San Ludovico."

## Descrizione
La strada costituisce una diramazione dell'Aurelia ed ha inizio in località Latte. Parte del percorso corre in galleria per superare il promontorio dei Balzi Rossi. La strada ha termine in località Ponte San Ludovico, in corrispondenza del confine di stato con la Francia.

### Tabella percorso
| dei Balzi Rossi |                                               |      |           |
| Tipo            | Indicazione                                   | ↓km↓ | Provincia |
|                 | Latte Via Aurelia                             | 0,0  | IM        |
|                 | Ponte San Ludovico Confine di stato - Francia | 3,4  | IM        |